# Janine Jansen

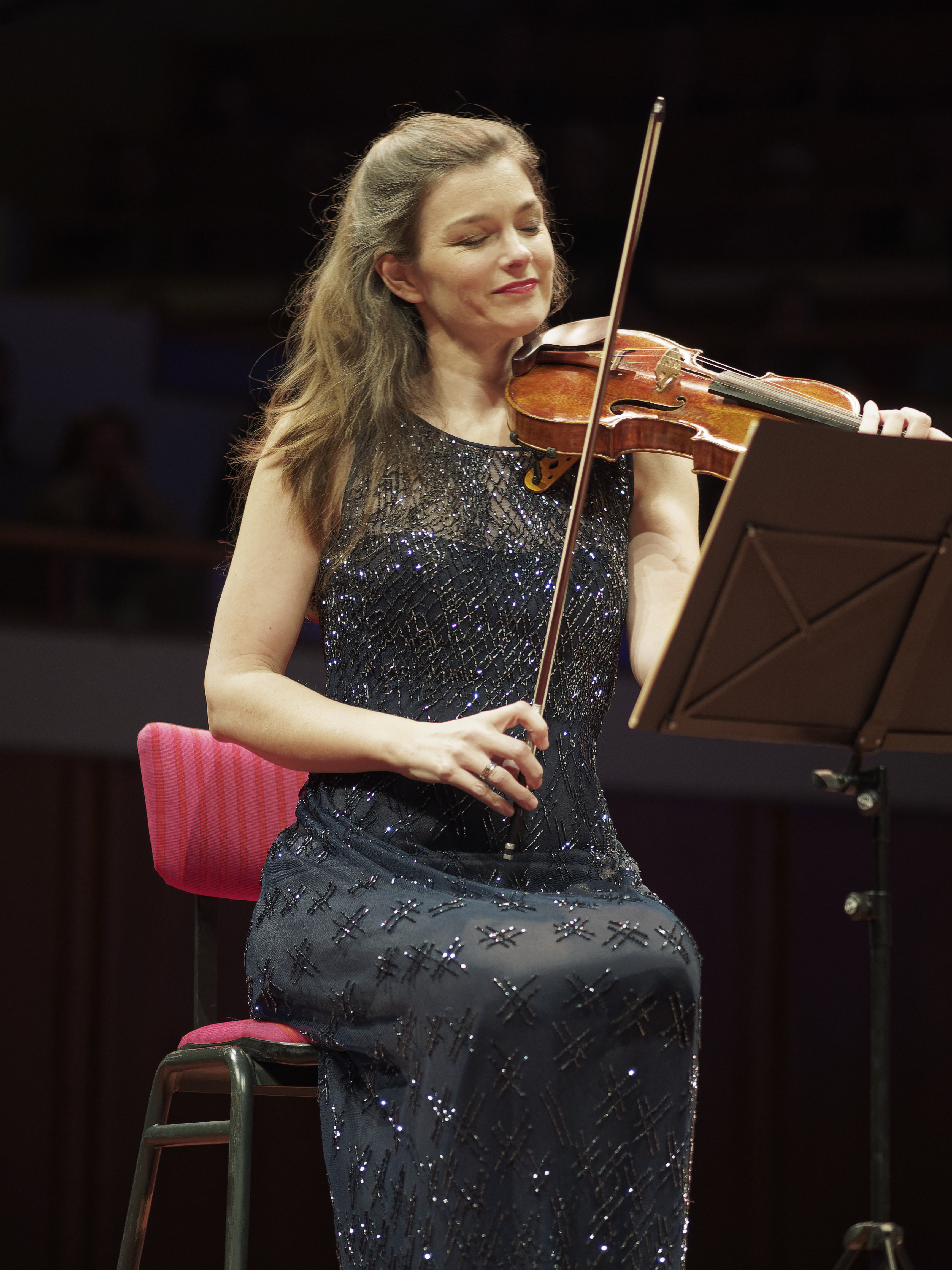
Janine Jansen (2019)

Janine Jansen (* 7. Januar 1978 in Soest, Provinz Utrecht, Niederlande) ist eine niederländische Violinistin.

## Leben
Janine Jansen stammt aus einer Musikerfamilie: Ihr Großvater leitete einen Kirchenchor, ihre Mutter sang im Kirchenchor, ihr Vater Jan und Bruder David spielen Cembalo, ihr älterer Bruder Maarten Violoncello. Anfänglich interessierte sich auch Janine Jansen für das Violoncello, begann dann aber Violine zu lernen. Ihre erste Lehrerin war Coosje Wijzenbeek. Mit zehn Jahren stand Jansen zum ersten Mal vor Publikum auf der Bühne. Sie studierte bei Philipp Hirschhorn am Utrechts Conservatorium und belegte Meisterkurse bei Boris Belkin, Menahem Pressler, Joshua Bell, Isaac Stern, Ana Chumachenco, Josef Gingold, Viktor Liberman und Mstislaw Rostropowitsch. 1998 schloss sie ihr Studium mit Auszeichnung ab.
Jansen spielte 15 Jahre lang auf der Stradivari „Barrère“ (1727). Zeitweise spielte sie die Stradivari „Baron Deurbroucq“ (1727), die ihr von der Beare’s International Violin Society vermittelt wurde. Seit September 2016 spielte sie, wieder von Beare’s vermittelt, die Stradivari „Rivaz, Baron Gutmann“ (1707) aus der Instrumentensammlung „Dextra Musica“, die einer Stiftung des norwegischen Finanzkonzerns DNB gehört. Seit 2020 spielt Jansen die Stradivari Shumsky-Rode (1715), die ihr ein Mäzen zur Verfügung stellt.
Seit ihrem Debüt 2003 ist Jansen regelmäßiger Gast bei den BBC-„Proms“, dem weltweit größten klassischen Musikfestival. 2005 eröffnete sie das Festival mit dem vielbeachteten „First Night of the Proms“-Konzert in der Royal Albert Hall. Von der Saison 2006/07 bis 2008/09 war Janine Jansen Künstlerin der Reihe „Junge Wilde“ am Konzerthaus Dortmund. 2014 war sie Solistin des Abschlusskonzertes der „Last Night of the Proms“.
Jansen ist auch Kammermusikerin. Sie betreut das von ihr 2003 gegründete Internationale Kammermusikfestival in der Vredenburg in Utrecht. Seit 1998 ist sie Mitglied der Kammermusikreihe Spectrum Concerts Berlin. Zu ihren Kammermusikpartnern gehören Boris Adrianov, Juri Baschmet, Itamar Golan, Paavo Järvi, Mischa Maisky, Paul Meyer, Emmanuel Pahud, Christian Poltéra, Julian Rachlin und Kathryn Stott.
Jansen war mit dem Musiker Julian Rachlin liiert und ist nun mit dem schwedischen Cellisten und Dirigenten Daniel Blendulf verheiratet.

## Karriere

### Stationen der internationalen Karriere (Auswahl)
- 1997: Debüt im Concertgebouw Amsterdam
- 1999: Europatournee (Athen, Birmingham, Brüssel, Köln, Paris, Wien)
- 2000: Japantournee mit dem Rotterdam Philharmonic Orchestra unter der Leitung von Valery Gergiev
- 2002: London Philharmonic Orchestra unter der Leitung von Vladimir Ashkenazy
- 2007: Verschiedene US-Auftritte, unter anderem mit den New Yorker Philharmonikern unter der Leitung von Lorin Maazel in der Avery Fisher Hall, dem Philadelphia Orchestra sowie dem Orpheus Chamber Orchestra in der Carnegie Hall
- 2019: Porträtkünstlerin des Schleswig-Holstein Musik Festivals

### Zusammenarbeit mit Solisten und Orchestern (Auswahl)
- Deutschland: Berliner Philharmoniker, Rundfunk-Sinfonieorchester Berlin, Gewandhausorchester Leipzig, Staatskapelle Weimar, hr-Sinfonieorchester, Deutsche Kammerakademie Neuss
- Niederlande: Concertgebouw Kammerorchester, Sinfonieorchester des Niederländischen Rundfunks, Nieuw Sinfonietta Amsterdam, Residentie Orkest Den Haag
- Belgien: Flämisches Rundfunkorchester, Belgisches Nationalorchester
- Großbritannien: City of Birmingham Symphony Orchestra, BBC-Orchester, Hallé-Orchester, Academy of St. Martin in the Fields,
- USA: San Francisco Symphony Orchestra, Cleveland Orchestra, New Jersey State Orchestra
- sonstige: Göteborgs Symfoniker, Kirov Orchester, Philharmonisches Staatsorchester Brünn, Santiago de Chile-Sinfonieorchester, NHK-Sinfonieorchester Tokio, Melbourne-Sinfonieorchester, Orchestra dell’Accademia Nazionale di Santa Cecilia, Rom.

Sie arbeitete bereits mit Dirigenten wie Vladimir Ashkenazy, Frans Brüggen, Riccardo Chailly, Valery Gergiev, Roger Norrington, Sakari Oramo, Antonio Pappano, Michail Pletnjow und Leonard Slatkin zusammen.

## Auszeichnungen
- 2002–2004: New Generation Artist (BBC Radio 3)[9]
- 2003: Musikpreis des Niederländischen Kultusministeriums
- 2004: Edison Public Award, für ihr Debütalbum
- 2005: Edison Public Award, für ihr Vivaldi-Album
- 2006: Echo Klassik 2006, für das Vivaldi-Album in der Kategorie „Beste Konzerteinspielung des Jahres bis inkl. 18. Jahrhundert“
- 2007: Echo Klassik 2007, für die Mendelssohn/Bruch-Aufnahme in der Kategorie „Beste Konzerteinspielung des Jahres 19. Jahrhundert“
- 2007: NDR-Musikpreis 2007[10]
- 2009: RPS Music Award 2008, Kategorie Instrumentalist[10]
- 2013: Echo Klassik „Kammermusik-Einspielung des Jahres“
- 2015: Bremer Musikfest-Preis
- 2018: Johannes-Vermeer-Preis[11]
- 2020: Herbert-von-Karajan-Preis[12]

## Diskografie
- 2003: Janine Jansen (Debütalbum). (NL: Platin)[13]
- 2005: Vivaldi: Die vier Jahreszeiten (Oktettbesetzung). (NL: Gold)
- 2006: Mendelssohn & Bruch: Violinkonzerte. (NL: Platin)
- 2007: Bach: Inventionen BWV 772–786 & Partita BWV 1004. (NL: Gold)
- 2007: Concertos & Romance (NL: Gold)
- 2008: Tschaikowski: Violinkonzert.[14] (NL: Platin)
- 2008: Beethoven & Britten: Violinkonzerte.[15] (NL: Platin)
- 2010: Beau Soir (NL: Gold)
- 2012: Prokofjew: Violinkonzert Nr. 2. (NL: Gold)
- 2013: Bach: Violinkonzerte.
- 2016: Brahms: Violinkonzert & Bartók: Violinkonzert Nr. 1.
- 2021: 12 Stradivari (mit Antonio Pappano).